# Дзяоту
Дзяоту (на китайски: 椒圖) е същество от китайската митология.
В някои интерпретации то е последното от 9-те деца на Дракона, като според поета от 16 век Ян Шън то прилича на мида и не обича да бъде безпокоено. По тази причина Дзяоту често е изобразявано на дръжки или прагове на входни врати.